# Noah Sonko Sundberg
Noah Sonko Sundberg, né le 6 juin 1996 à Nacka, est un footballeur suédois. Il évolue au poste de défenseur central avec le club de l'Aris Salonique, en prêt de Ludogorets Razgrad.

## Biographie

### En club
Avec le club de l'AIK Solna, il joue six matchs en Ligue Europa.

### En équipe nationale
Avec les moins de 17 ans, il participe au championnat d'Europe des moins de 17 ans en 2013. Lors de cette compétition organisée en Slovaquie, il joue trois matchs. La Suède s'incline en demi-finale face à la Russie après une séance de tirs au but.
Il dispute ensuite quelques mois plus tard la Coupe du monde des moins de 17 ans 2013 qui se déroule aux Émirats arabes unis. Lors de cette compétition, il joue six matchs. La Suède se classe troisième du mondial.
Avec la sélection olympique, il participe aux Jeux olympiques d'été de 2016, mais en restant sur le banc des remplaçants.

## Palmarès
- Médaillé de bronze lors de la Coupe du monde des moins de 17 ans 2013 avec l'équipe de Suède des moins de 17 ans